# 워런 위원회
케네디 대통령 암살에 관한 대통령 직속위원회(영어: President's Commission on the Assassination of President Kennedy)는 1963년 11월 29일 미국의 대통령 린든 B. 존슨이 행정명령 11130호로 발족한 존 F. 케네디 암살 사건 조사위원회이다. 조사위원장인 연방 대법원장 얼 워런의 이름을 따 워런 위원회(영어: Warren Commission)라고도 불린다. 1964년 9월 24일 888쪽의 최종보고서를 존슨에게 제출하였다.
워런 위원회는 케네디의 암살을 리 하비 오스월드의 단독 범행으로, 오스월드 살해는 잭 루비의 단독 범행으로 결론내렸다. 위원회의 조사 결과는 이후에도 여러 연구에서 논쟁의 대상이 되었다.